# هولوک
گیبون هولوک یا هولوک‌ها (Hoolock)، سرده‌ای از نخستی‌ها شامل دو گونه از خانوادهٔ گیبون‌ها (هیلوباتید) هستند.
هولوک‌ها پس از سیامانگ، بزرگترین گیبون‌ها هستند. آنها از ۶۰ تا ۹۰ سانتیمتر قد و ۶ تا ۹ کیلوگرم وزن دارند. دو جنس نر و ماده از نظر اندازه همسان، ولی از لحاظ رنگ متفاوت هستند: نرها سیاه‌رنگ هستند با پیشانی سفید، و ماده‌ها خزی خاکستری-قهوه‌ای دارند که در ناحیهٔ گردن و سینه تیره‌تر می‌شود. حلقه‌های سفید دور چشم‌ها و دهان به صورت ظاهری ماسک‌مانند داده‌است.
زیستگاه هولوک‌ها نسبت به دیگر گیبون‌ها در شمال غربی‌ترین نواحی از آسام در شمال شرقی هند تا میانمار پراکنده‌است. جمعیت‌های کوچکی (در حد چندصد حیوان) نیز در شرق بنگلادش و جنوب غربی چین می‌زیند. آنها مانند دیگر گیبون‌ها روزفعال و درخت‌پیما هستند و با بازوهای دراز خود بازوپیمایی می‌کنند. آنها به صورت زوج‌های تک‌همسری زندگی می‌کنند و با صدا زدن دیگر اعضای خانواده از قلمروی خود دفاع می‌نمایند. رژیم غذایی آنها اغلب از میوه‌ها، حشرات و برگ درختان تشکیل شده‌است.
هولوک‌ها بعد از هفت ماه بارداری با موی سفید شیری یا زرد نخودی متولد می‌شوند. بعد از حدود ۶ ماه رنگ نرها رو به سیاهی می‌گذارد، درحالیکه رنگ روشن‌تر ماده‌ها در طول حیات‌شان باقی می‌ماند. آنها پس از ۸ تا ۹ سال با ثابت شدن رنگ بالغ می‌شوند. میانگین عمر آنها ۲۵ سال است.

## طبقه‌بندی
دو گونه در سردهٔ هولوک وجود دارد:
- گیبون هولوک غربی، Hoolock hoolock
- گیبون هولوک شرقی، Hoolock leuconedys